# Чосич, Добрица

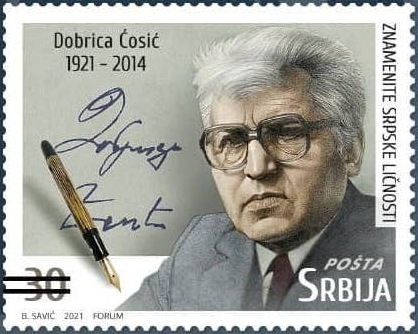
Почтовая марка Сербии 2021 года, посвящённая к 100-летнему юбилею со дня рождения сербского политика и писателя Добрицы Чосича

Добрица Чосич (серб. Добрица Ћосић; 29 декабря 1921, Велика-Дренова — 18 мая 2014, Белград) — югославский государственный деятель, писатель, и теоретик сербского национального движения. Был первым президентом Союзной Республики Югославии, с 15 июня 1992 по 1 июня 1993 года. Почитатели часто обращались к нему как к Отцу Отечества, из-за степени влияния его личности на современную историю развития государства и национального движения возрождения Сербии в конце 1980-х гг., оппоненты же использовали этот титул в ироничной манере.

## Биография

### Ранняя биография и творчество
Родился в деревне Велика-Дренова, около Трстеника на территории Королевства сербов, хорватов и словенцев, в центральной Сербии, и перед Второй мировой войной посещал сельскохозяйственную школу «Святой Трифон» в Александроваце, но не закончил её. Выпускной экзамен он сдал 16 октября 1942 года в средней школе Валево Чосич присоединился к молодёжной коммунистической организации в Неготине в 1939 году. Когда Югославия вступила во Вторую мировую войну, Добрица присоединился к югославским партизанам. Он был политработником в Расинском партизанском отряде, редактором газеты «„Молодой боец“» и членом краевого комитета комсомола Сербии. После освобождения Белграда в октябре 1944 года, он остаётся активным коммунистом, занимая лидерские позиции в организации, ведёт работу по коммунистической агитации и пропаганде в Агитпропе Центрального комитета Коммунистической партии Сербии, в это же время его избирают народным депутатом от своего родного региона.
Долгое время пользовался покровительством Александра Ранковича. В 1952 году он вместе с Ранковичем посещает концентрационный лагерь на острове Голи-Оток, где в тот период правительство Иосипа Броз Тито содержало тысячи противников титовского режима. Чосич всегда утверждал позднее, что сделал это для лучшего понимания образа мыслей сталинистов.
Чосич участвовал в восстановлении советско-югославских отношений после смерти Сталина по линии межкультурного сотрудничества. В 1954 году Добрица посетил съезд советских писателей, а уже в 1956 году в СССР был опубликован перевод его книги «Солнце далеко» о борьбе партизан с фашистами.
В 1956 году Чосич посетил восставший Будапешт, по итогам визита написал книгу «Семь дней в Будапеште».
В 1961 году он присоединяется к маршалу Тито в его 72-дневном путешествии на борту яхты представительского класса «Галеб», в ходе которого они посещают восемь стран Африки из числа Движения неприсоединения. Данное путешествие показывает, насколько Чосич был частью режима Тито на момент начала 1960-х гг.

### Оппозиционер
В середине 1960-х гг. после смещения с должностей А. Ранковича и его союзников на Брионском пленуме и своей поездки в Косово, Чосич оказался в оппозиции к Тито. В 1964 году он внезапно вышел из ЦК СКЮ . Впервые Чосич заявил о своём неприятии политики Союза коммунистов Югославии на пленуме ЦК Союза коммунистов Сербии в мае 1968 года. В своём докладе «Задачи коммуниста в осуществление равноправия народов Союзной республики Сербия» он поднял проблему неравноправия сербов в составе союзной Югославии, которая нашла выражение в остром недовольстве своим «положением и развитием, покорности судьбе, ощущении нарушения национального и исторического достоинства, некого всеобщего гнева направленного против широких кругов сербского народа». Далее он указал на рост антисербских настроений в Хорватии и Словении, отметив тяжелое положение сербов в Косово и Метохии, «ощущение опасности у сербов и черногорцев, давлении на них с целью заставить эмигрировать, систематическом вытеснение с руководящих постов сербов и черногорцев, неравноправии перед судом, несоблюдении законов».
Выступления Д. Чосича и Й. Марьяновича подверглись осуждению со стороны Идеологической комиссии Центрального комитета Союза коммунистов Югославии. Они были восприняты как диверсии, авторов назвали «националистами», «остатками потерпевших поражение бюрократических сил». Чосич был исключен из партии. А Й. Марьянович был снят с должности декана философского факультета Белградского университета.
Именно после этих событий Д. Чосич окончательно стал приверженцем сербского национализма, основанного на возрождённом «сербском вопросе». В 1980-е годы он становится признанным лидером оппозиционной интеллигенции.
Вокруг него формируется «кружок Чосича», он был одним из лидеров «Комитета в защиту прав». В этот комитет вошли интеллектуалы, которые в конце 1960-х и в 1970-е гг. под давлением властей были исключены из общественно-политической жизни. Правда, в 1980 году созданный Чосичем журнал «Общественное мнение» тут же запретили власти. После смерти Йосипа Броз Тито они получили возможности для распространения своих идей. При участии Чосича в 1984 году создается оппозиционный Комитет по защите свободы слова и мысли, который просуществовал до 1991 года. В 1980-е годы в свет выходят книги, которые переосмысливают историю Югославии и историю сербов в Югославии именно в духе «сербского вопроса». Среди них — посвящённый Второй мировой войне роман-эпопея Чосича «Время зла» (состоящий из «Грешник», «Еретик», «Верующий»).
Однако положение Чосича при Тито резко отличалось от положения многих других оппозиционеров.  В отличие от Джиласа, получившего тюремный срок, он не подвергался репрессиям. Чосичу был оставлен элитный особняк в Белграде, его книги по-прежнему выходили большими тиражами, а в 1970 году Добрица был принят в Сербскую академию наук и искусств. Чосич имел возможность принимать иностранных гостей. Например, в 1980 году он давал интервью советскому филологу С.Н. Мещерякову, спросив (правда, шепотом у калитки) у него мнение гражданина СССР об Афганской войне. С началом распада Югославии и Перестройки в СССР авторитет Чосича возрос. Кроме того, переводы книг Чосича продолжали выходить за границей. В частности, в СССР был издан в 1984 году перевод его романа «Корни». В 1990 году он вместе с Джиласом ездил в Москву на круглый стол, посвященный отношениям Сталина и Тито.

### Во время и после югославских войн
После распада федеративной Югославии происходит новый поворот в судьбе писателя, он возвращается в политику. В 1992 году его избирают первым президентом Союзной республики Югославии. На этот период пришлось введение всеобъемлющих международных санкций (Резолюция № 757 СБ ООН  от 30 мая 1992 г.), которые привели к гиперинфляции, когда курс югославского динара по отношению к немецкой марке падал каждый час. В обращении была купюра достоинством 500 млрд динар, Правительство было вынуждено перейти к нормированию основных продуктов питания.
В непростой ситуации президент Чосич оказался, когда призвал боснийских сербов принять план урегулирования в Боснии Венса — Оуэна, но Р. Караджич и Скупщина Республики Сербской отвергли эти инициативы. 20 июня 1993 года он был отправлен в отставку с должности президента в результате тайного голосования в парламенте, которое инициировал лидер радикалов Воислав Шешель.
В 2000 году Чосич вступил в движение «Отпор!», но позже говорил: если бы он знал об иностранном финансировании организации, то никогда бы туда не вступил.
Чосич умер 18 мая 2014 года на 93-м году жизни в своём белградском доме. Похоронен 20 мая на Новом кладбище Белграда, панихиду провёл епископ Бачский Ириней.

## Память
В 2019 году именем Добрицы Чосича названа пешеходная улица в Белграде, прежде носившая имя Задарская.

## Сочинения
- Солнце далеко. — 2 т. — М.: Госполитиздат, 1956.
- Корни. — М.: Художественная литература, 1983. — 294 с.
- Время смерти. — М.: Радуга, 1985. — 752 с.